# Berkmans Speed Scout

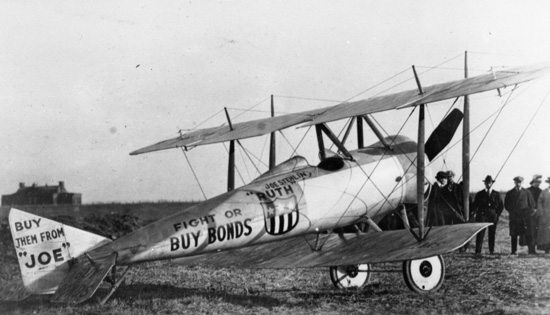
Berkmans Speed Scout

Berkmans Speed Scout – wczesny amerykański samolot myśliwski z okresu I wojny światowej zaprojektowany przez braci Maurice’a i Emile’a Berkmansów. Samolot został przetestowany przez Aviation Section, U.S. Signal Corps, ale pomimo dobrych osiągów nie wszedł do produkcji seryjnej z powodu zakończenia wojny.

## Historia
Samolot powstał w 1916 jako prywatna inicjatywa braci Maurice’a i Emile’a Berkmansów i został oblatany rok później w 1917. Według ówczesnej terminologii amerykańskiej, samolot określany był jako scout (dosłownie – „zwiadowczy”, „rozpoznawczy”). Zgodnie z ich nazwą, ówczesne scouty (nazwa weszła do użycia około 1914) używane były do zadań rozpoznawczych i początkowo były nieuzbrojone. Po wybuchu wojny nieuzbrojone, jednomiejscowe scouty zostały wkrótce uzbrojone w nieruchome, strzelające do przodu karabiny maszynowe, dając w ten sposób początek klasycznym samolotom myśliwskim. W ówczesnej terminologii amerykańskiej samoloty myśliwskie określane były jako samoloty pościgowe (pursuit), ale określenie scout w odniesieniu od jednosilnikowych, jednomiejscowych samolotów używane było jeszcze do końca wojny.
W 1918 maszyna była testowana przez Aviation Section, U.S. Signal Corps (sekcję lotniczą United States Army) i została oceniona bardzo wysoko. Chwalono jej osiągi, szczególnie prędkość wznoszenia i zwrotność, ale była ona trudna do kołowania i lądowania. W jednym z testów samolot wzbił się na wysokość 6706 metrów. Z powodu zakończenia wojny nie weszła do produkcji seryjnej. Jedyny prototyp został zakupiony przez Armię do testów wytrzymałościowych półskorupowego kadłuba.
Proponowano także budowę samolotu w wersji B-2 z silnikiem Liberty L-12, ale nie zrealizowano tego projektu. Według jednego ze źródeł planowano także budowę modelu B-3, ale nie są znane szczegóły techniczne tej maszyny.

## Opis konstrukcji
Berkmans Speed Scout był dwupłatowym, jednosilnikowym, jednomiejscowym samolotem myśliwskim. Samolot napędzany był 9-cylindrowym silnikiem rotacyjnym typu Gnome Monosoupape o mocy 100 koni mechanicznych. Samolot miał konstrukcję drewnianą o okrągłym przekroju z wyjątkiem kadłuba, który miał konstrukcję półskorupową. Była ona zupełnie typowa jak na ówczesny okres. Dwupłatowe skrzydła łączył jeden rząd rozpórek i naciągi krzyżowe. Podobnie jak współczesny mu Curtiss S-2 Wireless Speed Scout używał podwozia typu Ackermann Spring. Podwozie tego typu rozwiązywało problem z użyciem amortyzatorów w podwoziu klasycznym, w którym końce wspólnej osi kół były przymocowywane do dolnej części rozpórek (zastrzałów). W podwoziu Ackermann Spring szprychy kół miały zakrzywiony kształt i wykonane były z płaskiej stali resorowej. Poważną wadą takiego rozwiązania była jednak mała odporność na obciążenia boczne i nie było ono szeroko stosowane. Samolot miał być uzbrojony w dwa nieruchowe, strzelające do przodu karabiny maszynowe kalibru 7,62 mm.

## Dane taktyczno-techniczne
|                             | Berkmans Speed Scout  | Berkmans Speed Scout B-2 |
| Napęd i moc [KM]            | Gnome Monosoupape 100 | Libery L-12 400          |
| Rozpiętość skrzydeł [m]     | 7,92                  | 9,14                     |
| Długość [m]                 | 5,49                  | 6,17                     |
| Wysokość [m]                | 2,44                  | –                        |
| Masa własna [kg]            | 372                   | –                        |
| Masa startowa [kg]          | 540                   | 1084                     |
| Prędkość maksymalna [km/h]  | 185                   | –                        |
| Pułap maksymalny [m]        | 6706                  | –                        |
| Prędkość wznoszenia [m/min] | 335                   | –                        |
| Długotrwałość lotu [h]      | 2,5                   | –                        |